# برادران سوپر اسمش. برای نینتندو ۳دی‌اس و وی یو
برادران سوپر اسمش. برای نینتندو ۳دی‌اس و برادران سوپر اسمش. برای وی یو (که به زبان عامیانه برادران سوپر اسمش. ۴ نامیده می‌شود) دو بازی ویدئویی مبارزه‌ای است که توسط بندای نامکو استودیوز و سورا ال‌تی‌دی. توسعه یافته و توسط نینتندو برای کنسول‌های بازی ویدئویی نینتندو ۳دی‌اس و وی یو منتشر شده‌است. نسخه نینتندو ۳دی‌اس در ژاپن در سپتامبر ۲۰۱۴ و ماه بعد در آمریکای شمالی، اروپا و استرالیا منتشر شد. نسخه وی یو در نوامبر ۲۰۱۴ در آمریکای شمالی، اروپا و استرالیا و ماه بعد در ژاپن منتشر شد.
مانند دیگر بازی‌های مجموعه برادران سوپر اسمش.، بایکن باید با استفاده از حملات مختلف، حریف را بیرون از صحنه بیندازد. این بازی شامل شخصیت‌ها، اقلام، موسیقی و… از مجموعه‌های مختلف نینتندو و همچنین خارج از مجموعه‌های نینتندو است. توسعه دو بازی در سال ۲۰۱۲ آغاز شد و به‌طور رسمی در ای۳ ۲۰۱۳ معرفی شد. گیم پلی بازی سریعتر و رقابتی تر از بازی برادران سوپر اسمش. ستیز و آرام‌تر و دوستانه تر از برادران سوپر اسمش. نزاع طراحی شده‌است.
ویژگی‌های جدید شامل حضور هشت بازیکن در مبارزه همزمان در نسخه وی یو، استفاده از آواتارهای مخصوص نینتندو به عنوان شخصیت قابل بازی، محتوای قابل بارگیری پس از انتشار شامل شخصیت‌ها، مراحل و حرکات ویژه قابل تنظیم است. برخی از ویژگی‌های بازی‌های قبلی حذف شدند مانند حالت داستانی از بازی نزاع. منتقدان از عناصر دقیق گیم پلی دو بازی استقبال کردند اما برخی از مسائل مربوط به حلات آنلاین را مورد انتقاد قرار دادند. هر دو نسخه فروش خوبی داشتند، تا دسامبر ۲۰۱۷ نسخه ۳دی‌اس بیش از نه میلیون کپی و نسخه وی یو بیش از پنج میلیون کپی در سراسر جهان فروخت. دنباله بازی با نام برادران سوپر اسمش. نهایی برای نینتندو سوئیچ در سال ۲۰۱۸ منتشر شد.

## واژه‌نامه
1. ↑  Super Smash Bros. for Nintendo 3DS
2. ↑  Super Smash Bros. for Wii U
3. ↑  Super Smash Bros. 4